# Arvid Gyllström
Arvid Evald Gyllström, (Annedal (Gotemburgo), 13 de agosto de 1889 - Hollywood 21 de mayo de 1935)  fue un acróbata, guionista, productor de cine y director sueco-estadounidense. Desarrolló su carrera en Estados Unidos.Trabajo y dirigió a Oliver Hardy, Charlie Chaplin, Harry Langdon y Bing Crosby. Estuvo casado con Ethel Marie Burton. Murió el 21 de mayo de 1935 en Hollywood, California, EE. UU.

## Biografía
Gyllström emigró con su familia a Estados Unidos en 1890, donde su nombre fue modificado a Gillstrom.
Se formó como ingeniero de minas en el Armour Institute de Chicago y en la Golden State School of Mines en Colorado. Posteriormente, buscó oro antes de trasladarse a Los Ángeles, donde, a partir de 1911, actuó como saltador de altura y acróbata en películas del estudio Nestor, el primer estudio cinematográfico de Hollywood (1909).
Durante dos años y medio, trabajó como asistente de dirección, primero en Kalem durante nueve meses, luego un año en Sterling y, más tarde, en la Keystone Film Corporation de Mack Sennett. Gillstrom está documentado como director en dos películas de Keystone: Their Social Splash (con Mabel Normand), de abril de 1915, y The Snow Cure, de abril de 1916.
En 1917, tuvo su gran oportunidad. El 14 de abril, la nueva productora King-Bee se presentó con un anuncio de dos páginas en Moving Picture World (MPW). El nuevo director se presentó de la siguiente manera: director general de Estudio: Arvid E. Gillstrom. Anteriormente Director de Charlie Chaplin y muchas comedias de Keystone. Tras trece películas de King Bee en la costa este, filmadas entre abril y septiembre de 1917, la compañía se trasladó al oeste, como se anunció en una breve nota en MPW el 29 de septiembre. Toda la compañía alquiló un vagón Pullman para el largo viaje en tren, mientras que Gillstrom viajó una semana antes para preparar el nuevo estudio en Gordon Street 1329, en Hollywood. En abril de 1918, Gillstrom fue reemplazado por Charles Parrott.
En 1929, Gyllström dirigió cuatro películas con la Lafayette Players Stock Company of Harlem, que fueron las primeras películas sonoras estadounidenses protagonizadas por actores afroamericanos.

## Cortometrajes
Entre los cortometrajes que se exhibieron en cines suecos de 1931 a 1934, la mayoría con Harry Langdon, se encuentran: Våghals mot sin vilja (Sky Scrappers), Fredagen den trettonde (The Shooting of Dan the Duck), Jämt i gungan (Three Little Swigs), Säg det med sång! (Please) con Bing Crosby, Harry på camping (Tired Feet), Fripassageraren (The Hitchhiker), Harry på panoptikon (Knight Duty), Oss isutkörare emellan (On Ice), Det rullande huset (Roaming Romeo), På vift fast gift (No More Bridge), Som man sjunger i skogen (Just an Echo) con Crosby, Cirkusliv (A Circus Hoodoo), y Hundliv (Petting Preferred).
La comedia de Harry Langdon Pangbilden (The Big Flash) fue inicialmente completamente prohibida antes de ser recortada. Aproximadamente la misma cantidad de películas mudas de Gillstrom de la década de 1920 también se han exhibido en Suecia.

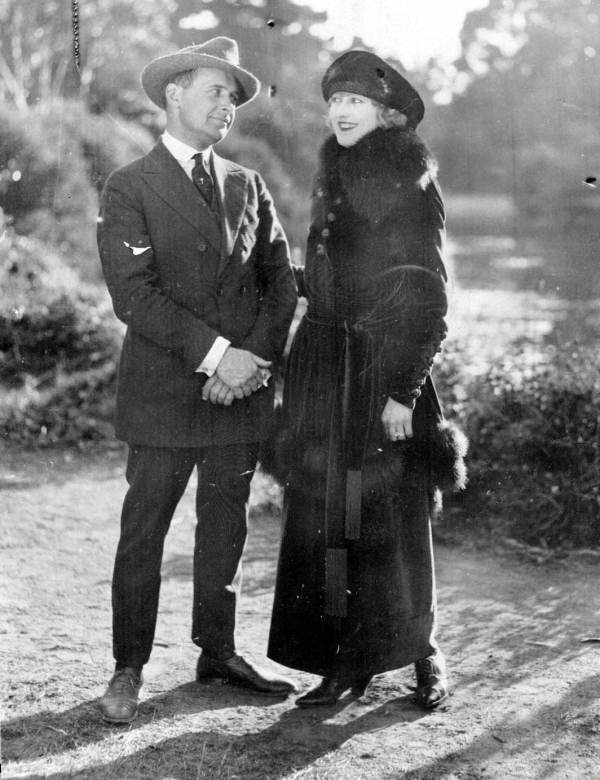
Ethel Palmer y Arvid Gillstrom

## Filmografía selecionada
- 1915 Their Social Splash (Su chapoteo social)[3]
- 1917 Back Stage (Entre bastidores)[4]
- 1917 The Hero (El héroe)[5]
- 1917 Dough Nuts (Rosquillas)[6]
- 1917 The Villain (El villano)[7]
- 1917 The Millionaire (El millonario)[8]
- 1917 The Goat (El chivo)
- 1917 The Fly Cop (El policía de la mosca)[9]
- 1917 The Chief Cook (El chef)[10]
- 1917 The Candy Kid (El niño de los caramelos)[11]
- 1917 The Hobo (El vagabundo)[12]
- 1917 The Pest (El molesto)
- 1917 The Band Master (El maestro de la banda)
- 1917 The Slave (El esclavo)[13]
- 1918 The Stranger (El extraño)
- 1918 The Rogue (El pícaro)[14]
- 1918 His Day Out (Su día libre)[15]
- 1918 The Orderly (El ordenanza)
- 1918 The Scholar (El erudito)
- 1918 The Messenger (El mensajero)
- 1918 Swat the Spy (Mátalo al espía)
- 1918 Tell It to the Marines (Díselo a los marines)
- 1919 Smiles (Sonrisas)[16]
- 1924 Leave It to Gerry (Déjalo en manos de Gerry)[17]
- 1927 Legionnaires in Paris (Legionarios en París)
- 1929 Melancholy Dame (Dama melancólica)[18]
- 1929 The Framing of the Shrew (El encuadre de la bruja)[19]
- 1933 Please (Por favor)[20]
- 1934 Just an Echo (Solo un eco)[21]